# 嚴陣以待
《嚴陣以待》是一款由VOID Interactive開發及發行的第一人稱戰術射擊遊戲。游戏强调战术拟真性，采用了先进的动作捕捉技术。内置动画均以240帧为目标制作，用来帮助游戏中的各种动作显得更加流畅自然。2023年12月13日通過Steam在Microsoft Windows平台发布正式版。2025年7月15日登陸PlayStation 5以及Xbox Series X/S。

## 遊戲玩法
遊戲以虛構的美國城市洛斯苏埃诺斯市（Los Suenos）的一支特種武器和戰術部隊（SWAT）警員為中心，描繪現代世界中特警組警員奉命展開行動。「拟真」是该游戏的中心，玩家及嫌疑人身中几枪就会死亡。除致命性武器外，游戏還有各種低致命性武器，如閃光彈、电击枪和胡椒噴霧，玩家逮捕嫌疑人会比殺死嫌疑人獲得更多積分。任务可与机器人队友进行单人游戏，或通过在线多人游戏与最多五名玩家合作。竞技PVP模式计划在未来的版本中发布。

### 發行
2016年6月，開始開發遊戲，並於2017年5月3日在YouTube上發布了首支預告片。根据保密协议，该游戏的alpha版本于2019年8月19日开始提供。选定的YouTube用户被邀请参加2020年4月的PVP测试，并被允许发布视频。2021年3月22日宣布与Team17合作，以他们的品牌发布游戏。该游戏于2021年12月17日在Steam发布抢先体验版，并在2023年12月13日发布1.0正式版。2024年7月24日，严阵以待从虚幻引擎4.27升级为虚幻引擎5.3，并引入了多项新技术，同时发布了名为Home Invastion的首个DLC。

### 发行商的退出
2020年10月20日，开发商VOID发表声明，称其与Team17工作室中断了合作，并不会一同发行这款游戏。有猜测认为，导致这一结果的原因是开发商在Reddit上承诺会有校园枪击模式，但这一说法被VOID否定了。

## 关卡
玩家将会扮演LSPD SWAT D小队的队长大卫·「判官」·博蒙特（David  "Judge"  Beaumont）领导一只特警小队在虚构的洛斯苏埃诺市进行突入行动。
游戏的叙事方式类似于《決勝時刻：黑色行動》系列的僵尸模式，玩家需要找到关卡地图中的细节或聆听地图中的录音来了解世界观和背景故事。准备阶段的简报只能提供有限的信息。
| 備註 | 備註                         |
| ---- | ---------------------------- |
|      | 入室搶劫（Home Invasion）DLC |
|      | 黑暗水域（Dark Waters）DLC   |

| 名稱                                   | 背景 |
| -------------------------------------- | --- |
| 謝謝，再來 （Thank You, Come Again）   | 一群不良青少年抓住機會，實施了他們的計劃，以滿足他們嚴重的毒癮。 |
| 每秒23兆字節 （23 Megabytes A Second） | 麥可·威廉士（Michael Williams）殺害了自己的母親，並劫持了自己的弟弟。洛斯蘇埃諾警察局（Los Sueños Police Department）已受命處理此事。請迅速採取行動。 |
| 扭曲神經 （Twisted Nerve）             | LSPD的警探們一直在追蹤一條新線索，尋找洛斯蘇埃諾斯（Los Suenos）的一個主要冰毒儲存源頭，並追蹤到 213公園中一個潛在的「經濟適用房」開發專案。 |
| 蜘蛛 （The Spider）                    | 被扣押的資料中心資產表明，其所有者位於最貧窮的社區之一。SWAT已被派往 Brixley Talent Time 執行搜查令，以協助調查非法色情團伙。 |
| 致命痴迷 （A Lethal Obsession）        | 一名前美國情報局（United State Intelligence Agency）分析師傑拉德·斯科特在東馬卡德警察局門前點燃了一輛警車，隨後手持裝滿子彈的 Mini-14 等候在警察局門前。隨後，當警察試圖撲滅下車的汽車時，他向他們開槍。街上的目擊者報告說，他開車離開時撞到了他的車。                                                                                   |
| 重要轉折 （Ides of March）             | 一個自稱「被遺忘者」的團伙試圖殺死一名負責削減洛斯蘇埃諾退伍軍人事務醫療中心的政客，而該提案對洛斯蘇埃諾本就缺乏支援的退伍軍人事務醫療中心產生了影響。 |
| 罪惡之路 （Sinuous Trail）             | LSPD突襲了獵頭網（Mindjot）營運的資料存儲設施。從一名現已被定罪的戀童癖者的住所中發現的內容中刪除的 IP 導致了兒童色情內容的傳播源。 |
| 天涯地角 （Ends of the Earth）         | LSPD收到消息稱，一處海濱住宅內住著一個家庭，該家庭負責改裝武器，將半自動武器改裝成全自動武器。他們還在這裡出售武器。 |
| 拿人手軟 （Greased Palms）             | LSPD的警探們因涉嫌為瘋人幫（Los Locos）團伙進口武器而訪問了該郵局。隨後發生了槍戰，一名嫌疑人在大樓前被擊斃。SWAT已被叫去處理此事。 |
| 玩偶山谷 （Valley of the Dolls）       | LSPD網路犯罪小組搗毀了一個非法兒童色情團伙的分銷中心，現在找到了從銷售中獲利的男子。LSPD SWAT已派出搜查令前往該男子的家。 - 在關卡中可以找到一個白板，寫著所有安保人員的姓名和他們的工作，有兩個名字被抹去，暗示他們在"蜘蛛"中被捕或被擊斃。                                                                                             |
| 大象 （Elephant）                      | 據報道，一所社區大學發生槍擊事件。時間緊迫，請迅速行動。 - 該任務科倫拜校園事件設計。 - 該任務的名稱與2003年的電影同名。 - 在電影中，高中被稱為瓦特高中。在遊戲中，學校被稱為瓦特社區大學。 |
| 鏽帶 （Rust Belt）                     | 特遣隊聯合邊境巡邏隊戰術單位（Border Patrol Tactical Unit）、聯邦調查局（Federal Investigation and Security Agency）和SWAT開展行動，阻止瘋人幫的關鍵目標通過古老的地下隧道逃往蒂華納。 |
| 父之罪 （Sins of the Father）          | 一夥為弗里蒙特參議院提供保護的特勤局特工叛變並劫持了弗里蒙特和其家人，LSPD SWAT已被派來解決此事。 - 在簡報中的"媒體"一項，電梯中的特勤局這張圖片時間被錯誤的標註為2026年10月1日而不是2025年10月1日。 - 此關卡取代了搶先體驗時期的關卡「Checkin' In」                                                                                     |
| 霓虹墳墓 （Neon Tomb）                 | 美國空襲了葉門北部一個臭名昭著的恐怖組織的居住村莊，該組織與美國部分有聯繫。其中一個組織被稱為「只手」，該組織已對軍事入侵作出國內回應。 - 這張地圖可能基於佛羅里達州奧蘭多Pulse 夜總會槍擊案設計。 - 由於關於此地圖的版權聲明，整個遊戲於2022年6月16日被暫時下架。此後，所有對Club Pryzm的提及均已從遊戲中刪除，並替換為Club Neon品牌。 |
| 便宜沒好貨 （Buy Cheap, Buy Twice）    | 為了打擊在洛斯蘇埃諾斯活動的黑幫，LSPD突擊搜查了北山一處可疑的販賣交易點。請格外小心。 |
| 葡萄藤之軀 （Carriers of the Vine）    | 一名警官在執行公務時遇害。他死在 Cherryessa 農場的車道上。您的小隊將部署並清理這個奇怪的院落。 - 在搶先體驗時期此關卡為夜間且更大，以及嫌犯不是邪教徒。 - 儘管在關卡簡報中至少已有一名警官遇害，但是玩家在遊戲中無法找到他們的屍體。 - 在關卡「致命痴迷」中的一個錄音提到了任務中要求抓捕的主要嫌犯之一伊芙·納德。                       |
| 復發 （Relapse）                       | 俱樂部事件發生後，「只手」殘餘人員前去營救唯一倖存的領導人，目前該領導人被送往海岸格羅夫醫療中心重症監護室，接受警方監控。 - 與「葡萄藤之軀」一樣，簡報中提到了兩名負責監視的警官，然而玩家無法找到他們 |
| 捉迷藏 （Hide and Seek）               | LSPD、FISA和菸酒火器管理局（ATF）聯合對洛斯蘇埃諾斯的主要航運港口進行打擊。聯邦和州政府獲悉，大量武器正在該地區運輸，隨後展開大規模打擊行動，抓捕並拘留涉案人員。 - 在靠近倉庫的區域玩家可以找到一個橙色的貨櫃，裝著即將被賣出的失蹤人口，是一個隱藏目標                                                                                 |
| 宿舍 （Dorms）                         | 最近的颶風迫使格林賽德的無家可歸者湧入「宿舍」，尋找棲身之所。宿舍長期以來一直是LSPD的監視名單上名聲不佳的地方，早就該清理了。無家可歸者人數的增加和建築物的普遍損壞，足以讓LSPD SWAT出動，清理建築物並清除鬧事者。 |
| 緝毒特警 （Narcos）                    | 特工Mike Esperanza別名Alejandro已被揭露為LSPD臥底特工，而瘋人幫的成員已被派往他的住所以索取他們的報應。 - 該任務中的特工在「便宜沒好貨」中同樣出場 |
| 立法者 （Lawmaker）                    | 有人正在入室搶劫。我們正在調查潛在的人質事件。911 報警電話確認房屋內有平民，我們剛剛收到一家私人保安公司的消息，稱緊急房間警報已觸發。我們知道的是，一群環保恐怖分子已經進入了石油行業一位著名說客的豪華住宅。嫌疑人全都持槍，而幾名平民也躲藏在房屋內。其中包括被視為高級目標的房主和他的妻子。遏制威脅，同時確保所有平民都安全。       |
| 海市蜃樓 （Mirage at Sea）             | 卡達寡頭之子最近獲得了「The Seraglio」號豪華遊輪，由於最近發生的性侵犯事件，該遊輪目前正處於 BOLO 訂單中。這艘遊輪出現在洛斯蘇埃諾，引起了 COAST 的注意，隨著事態升級為綁架和人質事件，SWAT被來處理此事件。 |
| 利維坦 （Leviathan）                   | 重型油井A-101鑽井平台是第一座獲准在洛斯蘇埃諾斯附近利潤豐厚的石油儲備中進行鑽探的鑽井平台，它遭到生態恐怖組織 UPF 的襲擊，並被劫持為人質。根據《外大陸架土地法》修正案，SWAT已被派往現場。 |
| 三字合會 （3 Letter Triad）            | 位於洛斯蘇埃諾斯半島的 Elysian 豪華度假村尚未完工，它提醒著人們這座城市失敗的未來，並已成為犯罪中心。洛斯蘇埃諾斯警方對非法活動報告作出了回應，因為雙方聚集在那裡進行毒品和槍枝以外的交易。 |

## 評價
《嚴陣以待》是Steam發行後一周內最暢銷的遊戲，並被譽為《迅雷先鋒4》和早期《彩虹六號》系列遊戲的精神續作。該遊戲在Steam上獲得了壓倒性好評。
有網友發現2021年12月在Steam上進行體驗活動的遊戲《Ready or Not》含有名為「BingChilling」的語音檔案，事發後，部分玩家在遊戲評論區中打負評。

## 外部鏈接
- 官方网站（英文）